# 威爾弗雷德·歐文

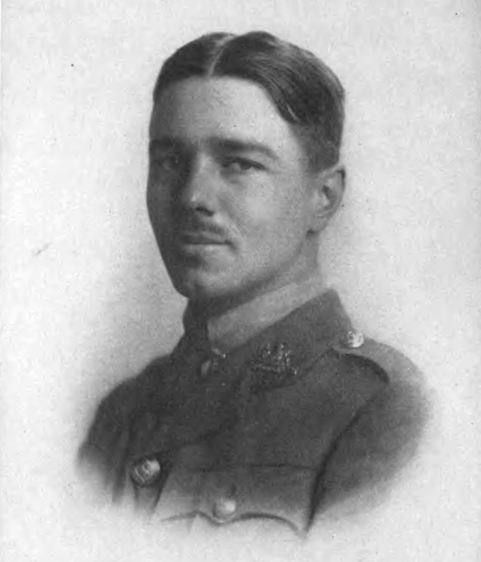
威爾弗雷德·歐文

威爾弗雷德·歐文（Wilfred Edward Salter Owen，1893年3月18日—1918年11月4日）是一名英國詩人和軍人，被視為第一次世界大戰最重要的詩人。由於受到詩人朋友薩松(Siegfried Sassoon)的深切影響，他在那些震撼人心及極具現實感的戰爭詩篇中，每每描寫出戰壕和毒氣的可懼。歐文一些有名的著作大多是在他死後出版，包括Dulce Et Decorum Est， Anthem for Doomed Youth，Futility和Strange Meeting。1919年編輯出版的詩集序言引用了他不少的佳句，尤其是 'War, and the pity of War' 'the Poetry is in the pity'。據傳他是在戰爭結束前的一個禮拜陣亡於Sambre-Oise Canal的，因為當歐文的死訊傳到他的故鄉時，當地的教堂鐘聲剛好宣佈戰爭結束了。

## 詩篇
歐文以描述戰壕和毒氣的戰爭詩篇聞名於世，並成為第一次世界大戰首要的詩人。他的好友，當代詩人薩松對他有深刻的影響，歐文最著名的詩篇(Dulce et Decorum Est , Anthem for Doomed Youth) 正正反映出友人的影響。薩松亦為他倖存的手稿作注釋。歐文的詩篇能受到大眾的擁戴，是因為這些都是他的親身經驗。他的詩句極著重協調性且具有革新精神，堪稱才華橫溢。他不是當時唯一會利用這些寫作技巧的詩人，但他是他們當中，最先把這些技巧廣泛應用的詩人。
就他的詩涯而言，1917年可謂一個轉捩點。歐文的心理醫生鼓勵他把自己的經歷轉化成詩句，尤其是一些曾在睡夢中再三體驗過的。受到弗洛伊德精神分析療法的薩松在身邊幫助他，用例子引導他。薩松的諷刺性作品影響了歐文，於是他開始了「薩松式」寫作。薩松對歐文的詩篇大力宣傳，包括在他生前和死後，他亦是歐文的首位編輯之一。歐文對薩松的尊敬不亞於英雄崇拜。雖然如此，歐文的詩篇仍是頗具特色，而且普遍認為他比薩松更優秀。
雖然歐文計劃了寫一定數量的詩篇，有些他甚至已寫了序言，但他從未看過自己的作品出版，除了一些曾在雜誌刊登的。

## 兵役
1915年10月21日，他被步槍隊徵召入伍。接下來七個月，他在Essex的Hare Hall Camp受訓。1917年1月，他被委派為曼徹斯特兵團(The Manchester Regiment)的少尉。歐文起初對戰爭感到振奮和樂觀，但他很快就改變了。經歷創傷後，包括帶領下級交戰及被困了三日三夜，歐文被診斷出有厭戰症，並被送到愛丁堡的Craiglockhart War Hospital接受治療。他就是在醫院復原的時候結識了薩松，這次的邂逅改變了歐文的一生。
經過了在蘇格蘭的康復期，他回到步兵團。1918年3月，他被派到Ripon的Northern Command Depot。不少詩篇都是在Ripon創作的，包括"Futility"和"Strange Meeting"。他的25歲生日在Ripon的大教堂平靜地渡過。
1918年10月1日，回到前線後，歐文帶領部隊攻佔敵軍要塞(village of Joncourt)。1918年11月4日，歐文戰死，僅僅在戰爭結束前一個星期。為表揚他在Joncourt action中的勇敢和領導才能，他被追頒軍功十字章 (Military Cross)。

## 與世長辭
1918年7月，雖然他應該要處理家事，歐文還是回到法國服現役。他會作出這個決定是因為薩松被遣回英格蘭。薩松在誤殺事件 (friendly fire) 頭部中槍，在戰爭期間被撤離。基於愛國心和道義，歐文認為他應代替薩松在前線的位置。薩松強烈反對歐文回到戰壕，並威脅他要自殘雙腿。得悉對方態度堅決，歐文沒有告知他直至回到法國為止。
歐文在1918年11月4日陣亡，當時他正在橫渡Sambre-Oise Canal，剛好是第一次世界大戰停戰紀念日一週前。他在死後獲晉升為陸軍上尉。歐文的母親在停戰紀念日接到兒子死訊的電報，同時，教堂鐘聲正在慶祝第一次世界大戰結束了。他的遺體被埋葬在公墓(Ors Communal Cemetery) 。Gailly, Ors, Oswestry, 和 Shrewsbury 都有歐文的紀念碑。
有一所小型紀念館是為了歐文和他密友而設立的，現存於Napier University building，原址是Craiglockhart War Hospital，即二人初次相遇的地方。